# Máti
Máti (Mati) är en ort i Grekland.   Den ligger i prefekturen Nomós Korinthías och regionen Peloponnesos, i den södra delen av landet, 120 km väster om huvudstaden Aten. Máti ligger 703 meter över havet och antalet invånare är 180.
Terrängen runt Máti är kuperad åt nordväst, men åt sydost är den bergig. Runt Máti är det glesbefolkat, med 9 invånare per kvadratkilometer. Närmaste större samhälle är Lávka, 5,3 km öster om Máti. 